# Flight Risk
Flight Risk je americký akční filmový thriller z roku 2025, který režíroval Mel Gibson a ve kterém hráli Mark Wahlberg, Michelle Dockery a Topher Grace. Jeho děj sleduje pilota (Wahlberg), který převáží federální policistku (Dockery) a uprchlíka (Grace) napříč aljašskou divočinou, kdy se začínají vynořovat pochybnosti o identitě a záměrech jednotlivých osob na palubě.
Film Flight Risk byl uveden do kin ve Spojených státech společností Lionsgate 24. ledna 2025. Film získal negativní hodnocení kritiků a celosvětově vydělal 44 milionů dolarů.

## Děj
Příslušnice U.S. Marshals Service Madolyn Harris zatkne účetního Winstona, který se skrývá na Aljašce poté, co svědčil proti mafii Morettiových. Pronajmou si letadlo do Anchorage, aby pak pokračovali do New Yorku, kde má Winston svědčit. Pilot „Daryl Booth“ se ukáže být nájemným vrahem vydávajícím se za skutečného Daryla, který byl zavražděn. Winston to včas zjistí a Madolyn ho zneškodní taserem a převezme řízení letadla.
Pomocí satelitního telefonu kontaktuje svou nadřízenou Caroline, která jí slíbí pomoc, ale Madolyn začne být podezřívavá, že je do celé věci zapletená. Nakonec zjistí, že skutečný zrádce je ředitel Coleridge, napojený na Morettiovy.
Daryl se mezitím osvobodí, Winstona bodne a téměř uškrtí Madolyn, než ji Winston zachrání. Madolyn střelí do Deryla světlici. Když Coleridge oznámí, že Caroline „zemřela při nehodě“, Madolyn si uvědomí, že je další na řadě.
S pomocí pilota Hasana se pokusí přistát. Daryl znovu ožije, ale Madolyn ho vyhodí z letadla, kde ho přejede sanitka. Winston je převezen do nemocnice, ale Madolyn si všimne falešného záchranáře, kterého včas zastřelí – je to další vrah na Coleridgeův příkaz. Madolyn zvedne jeho telefon a Coleridgeovi řekne, že skončí ve vězení.
Nakonec se usměje na Winstona, když odjíždí do nemocnice.